# Capricorn (zodie)
Capricornul (21 decembrie-19 ianuarie) este primul dar și ultimul semn astrologic al Zodiacului, care este asociat cu constelația Capricorn. În astrologie, Capricornul este considerat a fi un semn introvertit, de pământ și unul din cele patru puncte cardinale. Este guvernat de planeta Saturn, iar faptul că este primul dar și ultimul semn zodiacal, se considera a zecea, este asociat cu a zecea casă astrologică. Prin urmare, trăsăturile Capricornului vor fi aplicate oricărei planete care se încadrează în acest semn zodiacal.

## Mitologia greacă

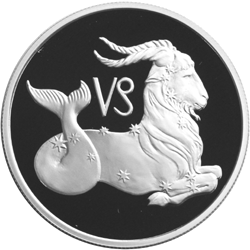
Imaginea Capricornului pe reversul unei monede aniversare.

Capricornul este reprezentat fie ca o capră obișnuită, fie ca o ființă cu cap și picioare anterioare de capră și coadă de pește. Există mai multe legende referitoare la originea capricornului, una dintre ele fiind aceea a lui Pricus.

### Legenda lui Pricus
Pricus era tatăl unei rase de capre marine, jumătate capre și jumătate pește, cărora le plăcea să-și petreacă timpul pe țărmul mării. Acestea erau niște ființe onorabile, inteligente și plăcute înaintea zeilor Olimpului. Pricus era nemuritor, fiind creat de Cronos (Saturn), stăpânul timpului, împărtășind abilitatea acestuia de a manipula timpul. Copiii săi, caprele marine, se puteau cățăra pe țărmul stâncos pentru a se bucura de razele soarelui, dar cu cât petreceau mai mult timp în afara apei cu atât mai mult se retrăgea coada lor de pește, transformându-se în picioare. Odată cu transformarea cozii în picioare, acestea deveneau capre obișnuite și își pierdeau inteligența, transformarea fiind permanentă și ireversibilă. Deși Pricus își avertiza constant copiii să stea departe de țărm, acesta îi pierdea rând pe rând, recurgând de nenumărate ori la întoarcerea timpului în încercarea de a-și readuce copiii în apă. Constată însă, în cele din urmă, că deși întorcea timpul nu putea schimba și destinul copiilor săi, soarta lor fiind aceeași. Prin urmare, renunță la a-și mai folosi abilitatea de a întoarce timpul și își lasă copiii să trăiască așa cum le este menit. Rămas singur îl imploră pe Cronos să îl lase să moară. Acesta în schimb, îl lasă să-și continue imortalitatea în constelația Capricornului, de unde își poate veghea în permanență copiii chiar și pe cele mai înalte vârfuri de munte.